# مارسيل كونينغ
مارسيل كونينغ (بالهولندية: Marcel Koning)‏ هو لاعب كرة قدم هولندي، ولد في 14 يناير 1975 في لاهاي في هولندا. لعب مع ناك بريدا.

## وصلات خارجية
- مارسيل كونينغ على موقع قاعدة بيانات كرة القدم.إي يو (الإنجليزية)